# Willemia annapurna
Willemia annapurna är en urinsektsart som beskrevs av D'Haese och Wanda M. Weiner 1998. Willemia annapurna ingår i släktet Willemia och familjen Hypogastruridae. Inga underarter finns listade i Catalogue of Life.